# Vapnearka, Rozdilna
Vapnearka (în ucraineană Вапнярка) este un sat în comuna Stepanivka din raionul Rozdilna, regiunea Odesa, Ucraina.

## Demografie
Componența lingvistică a localității Vapnearka
     Ucraineană (87,04%)
     Română (9,26%)
     Rusă (3,7%)
Conform recensământului din 2001, majoritatea populației localității Vapnearka era vorbitoare de ucraineană (87,04%), existând în minoritate și vorbitori de română (9,26%) și rusă (3,7%).